# Spisová služba
Spisová služba je soubor činností a technických a věcných prostředků vedoucích ke správě dokumentů. Spisová služba má zajistit správný průběh životního cyklu dokumentu (název spisové služby je odvozen od slova spis, tedy soubor dokumentů). Přičemž dokumenty mohou být jak analogové (spisová služba v listinné podobě), tak digitální či elektronické (elektronický systém spisové služby), případně i předmětových.
Zavedení elektronických systémů do spisové služby si vyžádalo vyrovnání se s terminologickými rozdíly anglosaského světa (vzhledem k tomu, že angličtina je hlavní jazyk informatiky). V anglosaském světě znají výrazy record (tj. „záznam“) a document („dokument“). Záznam (jakákoliv „písemnost“) se potom stává dokumentem evidovaným spisovou službou (to je v angličtině records management, což se ale někdy překládá jako správa dokumentů).
Dalším podobným termínem je Systém pro správu obsahu. Zatímco systémy pro správu obsahu obvykle pomáhají uživatelům s procesem tvorby dokumentu, systémy pro správu dokumentů oproti tomu obsah dokumentů obvykle neřeší a berou dokumenty jako atomické prvky. 

## Normy zabývající se spisovou službou

### Mezinárodní normy
Zejména s ohledem na elektronickou spisovou službu vyšly normy s mezinárodním přesahem. Tou nejdůležitější je ISO 15489:2001 (Information and documentation – Records management). ISO definuje spisovou službu jako „oblast řízení, které odpovídá za efektivní a systematickou kontrolu tvorby, přijímání, udržování, užívání a disponibility záznamů, včetně postupů pro zachycení a udržení důkazu informovanosti o podnikatelské činnosti a transakcí v podobě záznamů.“ ISO norma definuje záznamy jako „informace vytvořené, přijaté a udržované jako důkaz a informace o organizaci nebo osobě, na základě právní povinnosti nebo v transakci podnikání“.
V Evropě hraje důležitou roli specifikace MoReq (resp. aktualizovaný MoReq2, MoReq2010) vyvinuté organizací DLM Forum na základě U. S. DoD 5015.2 (Design Criteria Standard for Electronic Records Management Software Applications). V češtině vyšel překlad v roce 2007 pod názvem Modelové požadavky pro správu elektronických dokumentů a později byl (MoReq2) implementován jako tzv. Národní standard pro elektronické systémy spisové služby.

### Národní a vnitřní normy
Na národních úrovních je situace ohledně spisové služby (její pojetí) často značně odlišná, ovšem je obvyklé, že alespoň u veřejnoprávních organizací stát fungování a její náležitosti upravuje. V zemích s vyspělou spisovou službou se běžně vyžaduje, aby pro správný chod spisové služby vydávali jednotliví původci (vykonavatelé spisové služby) vnitřní normy, které specifické náležitosti vymezí. Jedná se především o spisový řád (vymezuje chod spisové služby) a spisový plán (klasifikuje dokumenty vznikající u původce).

### Česká republika
V Česku je spisová služba definována zákonem č. 499/2004 Sb., o archivnictví a spisové službě a změně některých zákonů, jak vyplývá z pozdějších změn takto: „zajištění odborné správy dokumentů doručených i dokumentů vzniklých z činnosti původce, popřípadě z činnosti jeho právních předchůdců, zahrnující jejich řádný příjem, evidenci, rozdělování, oběh, vyřizování, vyhotovování, podepisování, odesílání, ukládání a vyřazování ve skartačním řízení, a to včetně kontroly těchto činností.“
Spisovou službu vykonávají zákonem uvedení původci, kteří se rozdělují na veřejnoprávné a soukromoprávné původce. Spisovou službu mají za povinnost vykonávat pouze veřejnoprávní původci, kterými jsou:
- organizační složky státu
- ozbrojené síly
- bezpečnostní sbory
- státní příspěvkové organizace
- státní podniky
- vysoké školy
- školy a školská zařízení s výjimkou mateřských škol, výchovných a ubytovacích zařízení a zařízení školního stravování (dále jen „školy“)
- zdravotní pojišťovny
- veřejné výzkumné instituce
- právnické osoby zřízené zákonem

Dále vykonávají spisovou službu také orgány samosprávných celků jako jsou obce a krajské úřady.
Jednotlivé části výkonu spisové služby upravuje vyhláška č. 259/2012, o podrobnostech výkonu spisové služby.

## Formy spisové služby
Spisovou službu lze vykonávat buď v listinné podobě (za použití takzvaných „podacích deníků“), nebo v elektronické podobě za použití elektronického systému spisové služby. Obce, které nejsou určenými obcemi s pověřenou působností, mají možnost volby formy výkonu spisové služby. Ostatní původci mají povinnost vykonávat spisovou službu elektronicky. Dokumenty se ve spisové službě evidují se skupinou povinných základních evidenčních údajů.

## Systémy pro evidenci dokumentů a záznamů
- Systém pro správu záznamů, RMS (Record Management System) – používaný ve významu evidence dokumentů a jejich metadat (elektronický systém spisové služby)
- Systém pro správu dokumentů, DMS (Document Management System)
- Systém pro správu záznamů a dokumentů, DRMS (Document Record Management System)

Je nutné zdůraznit zásadní odlišnost dvou pojmů, které se nejen občas chybně překládají z angličtiny, ale jsou i zdrojem nesprávného chápání významu DMS a RMS. Jde o význam slova „dokument“ (anglicky "record") a slova „záznam“ (anglicky "document"), tedy opačně, než lze na první pohled odvodit a než odpovídá české definici těchto pojmů v legislativě.

## Životní cyklus dokumentu a spisová služba
Dokument se eviduje po celou dobu životního cyklu. Od příjmu až po zničení, nebo předání:
- Příjem, nebo vytvoření dokumentu
- Dokument je evidován buď v elektronickém systému spisové služby, nebo v agendovém informačním systému
- Dokument je projednáván a zpracováván – o všech operacích se vede transakční log
- Dokument je vyřízen a je převeden do výstupního formátu
- Dokument je popřípadě odeslán (nebo jen uložen)
- Dokument je po dobu skartační lhůty uložen ve spisovně
- Po uběhnutí skartační lhůty je provedena skartace. Po ní následuje fyzické zničení dokumentu nebo jeho předání do archívu k trvalému uložení.

Ve spisovně se spisy ukládají podle spisového plánu, jak je stanoven spisovým řádem. Spisový plán se člení na hlavní ukládací znaky (např. 15) a podznaky (např. 15.1).

## Druhy a formy dokumentů vedených ve spisové službě
Dokumenty lze rozdělit na druhy a formy:

### Druhy dokumentů

#### Doručený dokument
Doručený dokument je každý dokument, který byl původci doručen nějakou formou:
- elektronicky (datovou schránkou, nebo elektronickou poštou, elektronickou podatelnou, nebo na elektronickém médiu)
- poštovní zásilkou prostřednictvím držitele poštovní licence, nebo zásilkovou službou, či kurýrem
- osobním předáním, nebo doručením na místě

#### Vlastní dokument
Vlastní dokument je každý dokument vzniklý z činnosti původce, nebo dokument, který vznikl jako nový dokument úpravou doručeného dokumentu

### Formy dokumentů

#### Digitální dokument
Digitální dokument je dokument, jehož nosičem je datový soubor, nebo datová zpráva nesoucí posloupnost obvykle binárních dat tvořících jeden informační celek, který lze reprodukovat jako jednu informaci. Digitální dokument je v daném formátu a lze jej takto i reprodukovat a zpracovat.

#### Analogový dokument
Analogový dokument je dokument, jehož nosičem je fyzické médium, nejčastěji papír. Ovšem za analogový dokument lze považovat i nelistinný předmět (předmět, nebo 3D objekt).